# 林相鍾
林相鍾（림상종，1926年9月1日—2007年10月16日），北韓政治家，曾任職朝鮮勞動黨39號室室長、黨中央委員會中央委員及最高人民會議代議員。

## 生平
林相鍾於金日成綜合大學畢業，後成為建築師。1992年，他獲金日成勛章。同年出任國立創匯機關39號室的第一副室長，並成為黨中央委員會的候補委員。1994年7月，最高領導人金日成離世，林相鍾被列為治葬委員會的成員。1996年，他晉升為39號室室長。2003年，首度當選為最高人民會議的代議員。2007年10月16日早上9時左右因急病而死，新任最高領導人金正日其後為其獻上花圈。

## 資料來源
1. 1 2 3 4  .   [2014-05-20]. （原始内容存档于2016-03-05）.
2. ↑  "林相鍾氏死去　朝鮮労働党中央委員会第１副部長" 47NEWS 2007 10 19